# ボイジャー計画

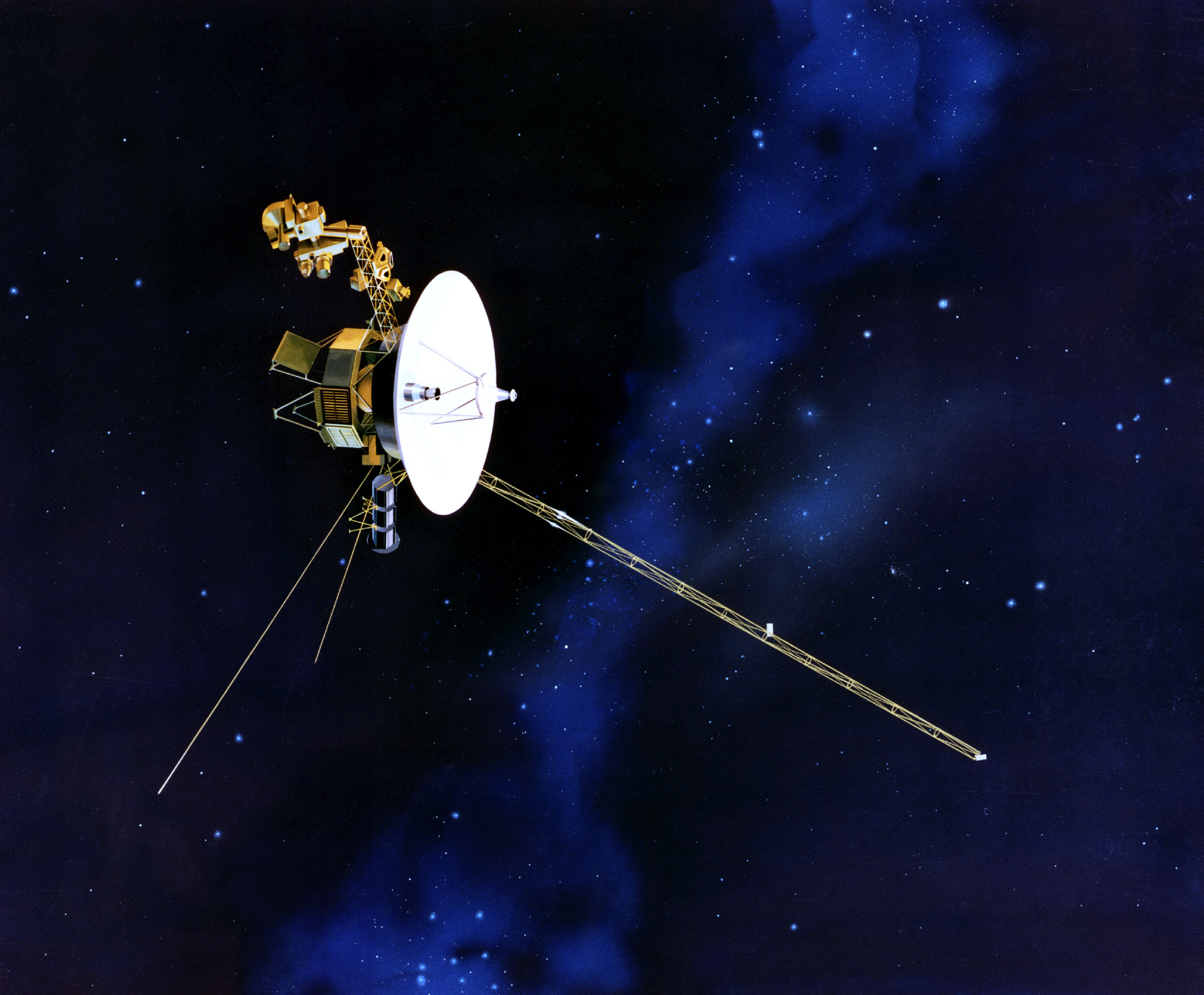
ボイジャー2号（想像図）

ボイジャー計画（ボイジャーけいかく、英: Voyager program）は、アメリカ航空宇宙局 (NASA) による太陽系の外惑星および太陽系外の探査計画である。Voyagerは日本語で航海者と訳される。本計画は2機の無人惑星探査機ボイジャー（英: Voyager）を用いた探査計画であり、探査機は1977年に打ち上げられた。異星人に向けたメッセージとしてゴールデンレコードを搭載していることで有名である。惑星配置の関係により、木星・土星・天王星・海王星を連続的に探査することが可能であった機会を利用して打ち上げられている。1号・2号とも外惑星の鮮明な映像撮影に成功し、新衛星など多数の発見に貢献した。2機の搭載コンピューターのCPUは8.1 MHz、メモリは69.63 kB、重量721.9kg。動力は長期間の電力使用が可能な出力420Wの原子力電池が使われている。出力はほぼ同じであるが、2号の方がより容量の大きい電源を搭載している。当初の予定では打ち上げられる探査機の名称はマリナー11号・12号だった。

## 探査

航跡と、2007年4月にパイオニアやボイジャー宇宙船の予想される位置

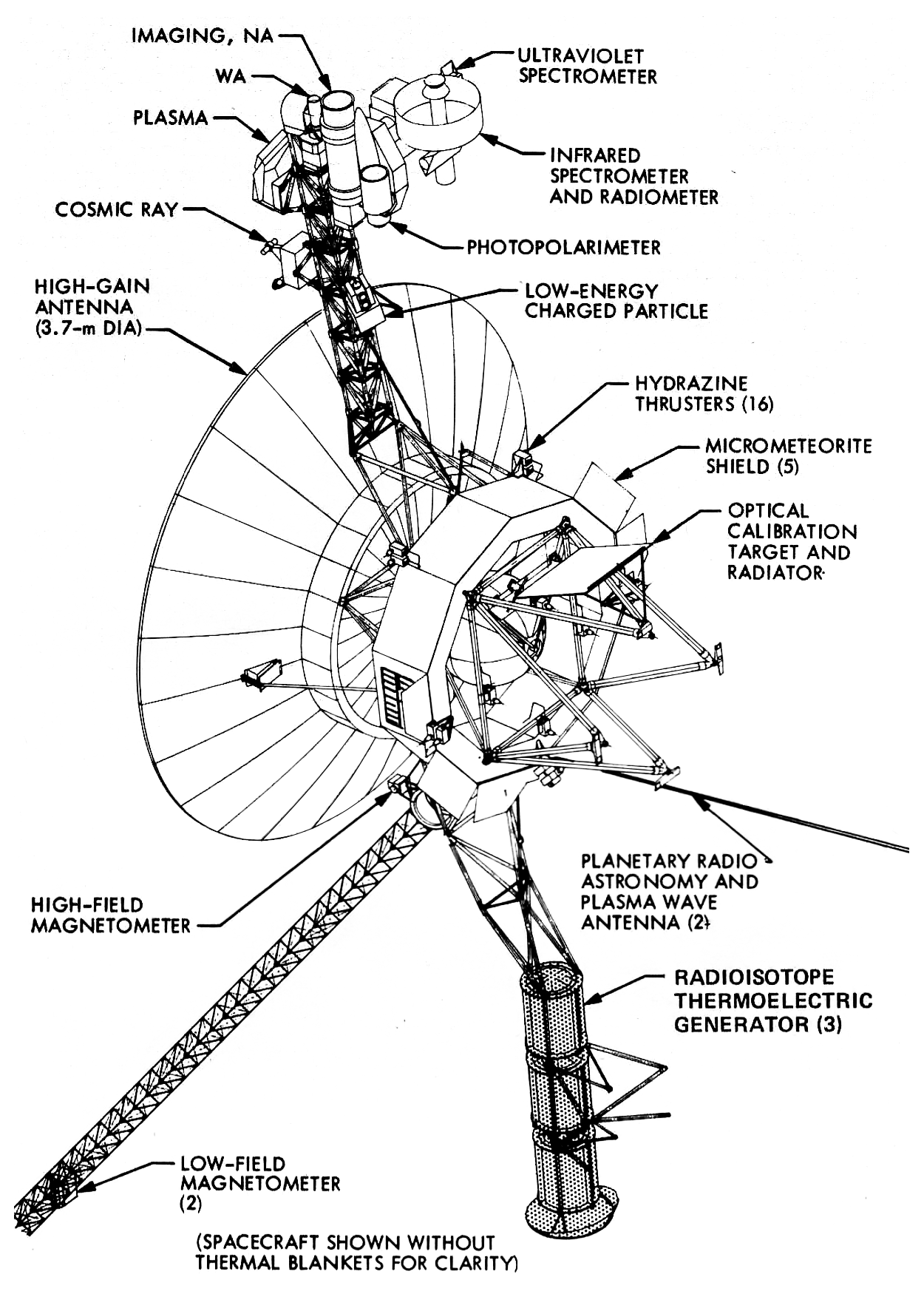
ボイジャーの構造図。詳細はaltにて説明。

ボイジャー1号は1977年9月5日に打ち上げられ、木星と土星とその衛星を観測した。ボイジャー2号は1977年8月20日に打ち上げられ、1号が訪れた惑星に加えて天王星と海王星とその衛星を観測した。結果、各惑星で新しい衛星を発見したり、木星、天王星及び海王星に環があることが明らかとなった。また、トリトンにおける大気の発見のほか、イオの火山についても明らかとなった。
1号の方が2号よりも後に打ち上げられているが、これは本来同日に打ち上げる予定であった1号がシステム不良のため16日間延期されたためである。また、当初のグランドツアー計画ではボイジャー1号を2号より数年早い時期に打ち上げる構想が存在したという経緯もある。当時は冥王星の公転角が天王星や海王星よりも遅れた後方に位置していたため、木星や土星の公転が天王星や海王星に追い付く前の早い時期に1号を打ち上げることで天王星や海王星を通らずに冥王星へ向かう軌道が構想されていた。しかし最終的に軌道計画が見直されて1号も2号も同時期に打ち上げられることになった。1号は土星接近時に2号よりも減速方向へスイングバイする形になり、そのぶん速い初速度で打ち上げられた。
ボイジャー1号・2号がいずれもこの時期に打ち上げられたのには理由がある。1970年代後半から1980年代にかけて木星、土星、天王星、海王星、冥王星といった外惑星が同じような方向に並ぶため、スイングバイ航法を用いてより遠くまで到達するのに最適な時期だったのである（スイングバイ航法を用いなかった場合、ボイジャーが地球を出発した時の速度では木星あたりまでしか到達出来ない）。ちなみに、この機会を逃した場合、次に並ぶのは175年後まで待たねばならなかった。天王星・海王星へ向かう予定が無かった1号についても2号とは異なる軌道に投入されたことで土星接近後に冥王星に向かう可能性が残された。ただし最終的に冥王星探査はキャンセルされており、代わりにタイタンへの接近探査が行われた。しかしタイタンの大気は予想外に厚く、結果的にボイジャー1号では雲の下までは観測できなかった。タイタンの地表面の本格的な探査は後年のカッシーニ・ホイヘンスまで、冥王星の探査はニュー・ホライズンズまで、どちらもお預けとなった。

## レコード

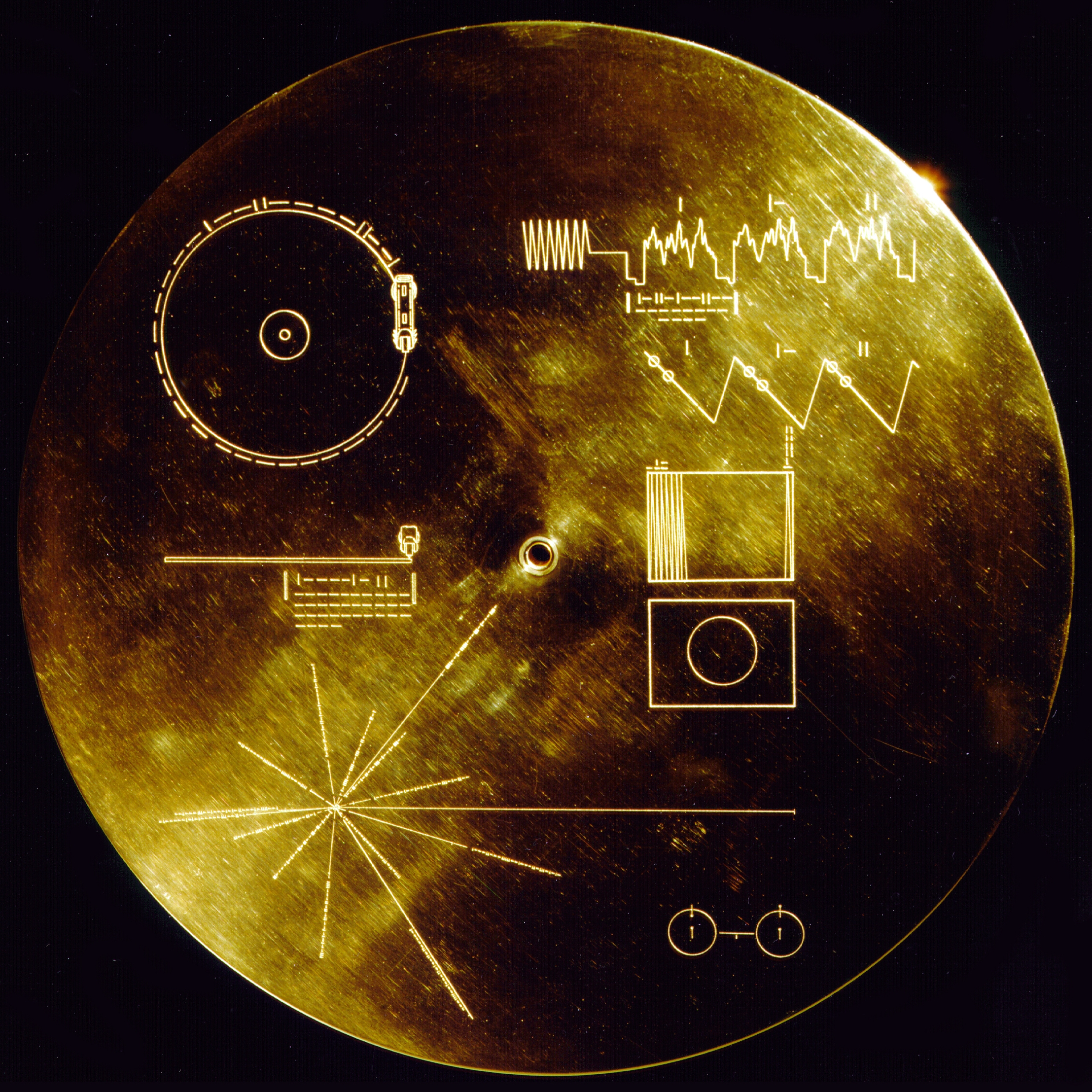
金メッキされたレコードのジャケット

ボイジャーには「地球の音」(The sounds of Earth) というタイトルの金めっきされた銅板製レコードがついており、そこには地球上の様々な音や音楽（日本の音楽からは尺八による「鶴の巣篭もり」（奏者: 山口五郎）を収録）、55種類の言語による挨拶（日本語の「こんにちは。お元気ですか?」など）や様々な科学情報などを紹介する写真、イラストなどが収録されている。中にはザトウクジラの歌も収録されている。これは、ボイジャーが太陽系を離れて他の恒星系へと向かうので、その恒星系の惑星に住むと思われる地球外知的生命体によって発見され、解読されることを期待して、彼らへのメッセージとして積み込まれたものである。レコードに収録されている55種類の言語による挨拶や自然音、効果音、画像の一部が公開されている。

## 現状

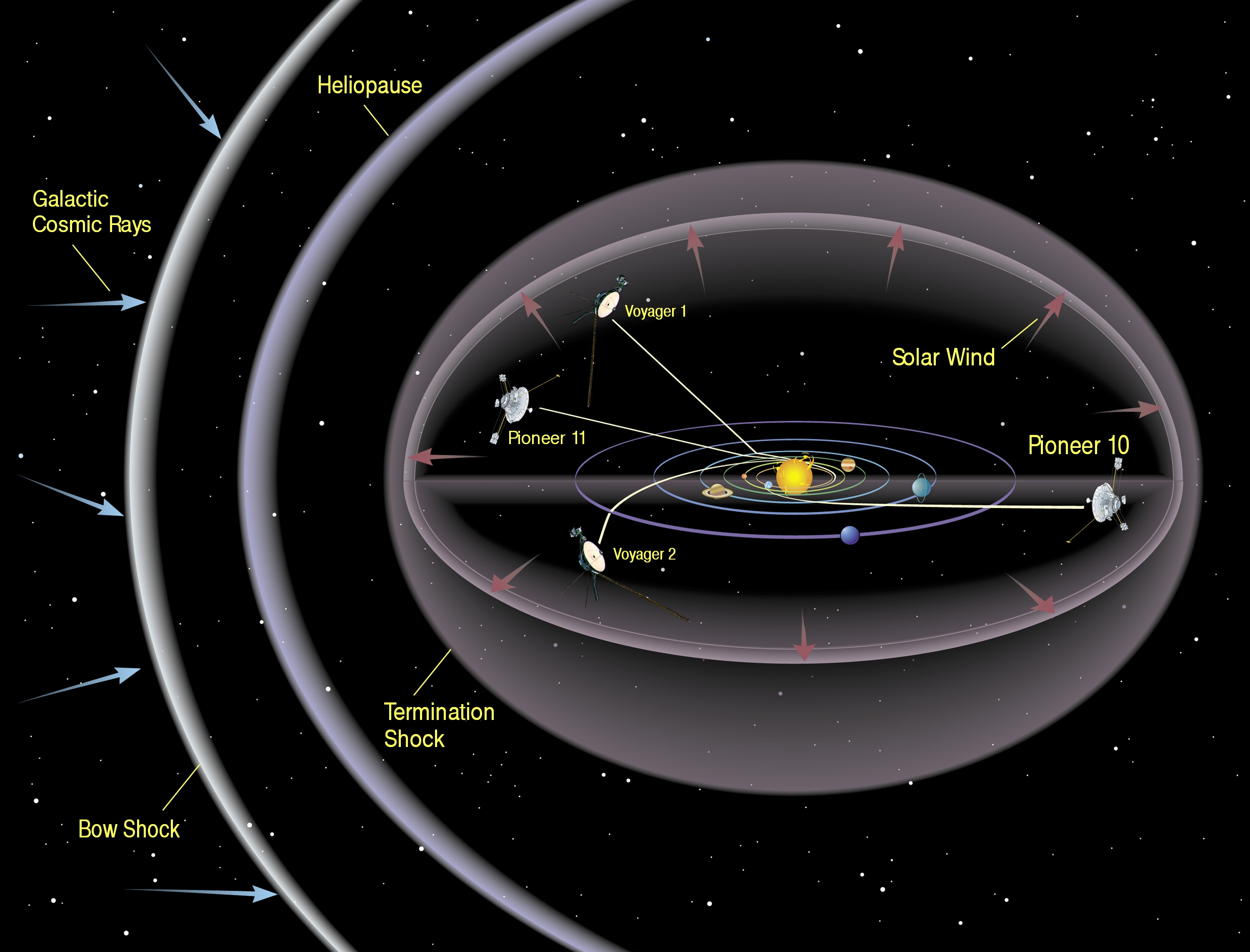
ヘリオポーズと探査機の位置関係

現在も1号・2号ともに稼働しており、ボイジャー1号は2025年7月現在で太陽から約250億km（約167 天文単位 (au)）離れたところを太陽との相対速度・秒速約16.999kmで飛行中であり、地球から最も遠くにある人工物体となっている。
地球との通信のための電波は片道約23時間を要する。2010年12月、太陽風の速度がゼロになる領域に到達。2012年8月25日に太陽系（太陽圏）を出ていたことが1年後に発表された。
一方のボイジャー2号は2020年6月現在で太陽から約186億km（約124 au）離れたところを太陽との相対速度・秒速約15.497kmで飛行中であり、ボイジャー1号とパイオニア10号に次いで地球から遠いところを飛行している。こちらも2018年11月5日に太陽系（太陽圏）を出ていたことが1か月後に発表された。
2004年12月16日、ボイジャー1号は末端衝撃波面に到達した最初の惑星探査機となった。その後のボイジャー2号の観測によって末端衝撃波面が、南北対称ではなく歪んでいることがわかった。
原子力電池の出力低下にともない、少しずつ観測装置の電源を切っており、稼動を完全に停止するのは2025年頃の予定である。

## 通過記録
- ボイジャー1号
  - 打ち上げ 1977年9月5日
  - 木星通過 1979年3月5日
  - 土星通過 1980年11月12日
  - 太陽系（太陽圏）[注 3]脱出 2012年8月25日
- ボイジャー2号
  - 打ち上げ 1977年8月20日
  - 木星通過 1979年7月9日
  - 土星通過 1981年8月25日
  - 天王星通過 1986年1月24日
  - 海王星通過 1989年8月25日
  - 太陽系（太陽圏）[注 3]脱出 2018年11月5日

## その他
ドイツのアマチュア無線家が、アマチュアとしては初めて2006年3月31日にボイジャー1号の電波受信に成功。NASAに受信周波数などを確認申請したところ「ボイジャー1号の電波で間違いない」と確認された。そのときのボイジャー1号の位置は98.7 auで147.6億kmと推測されている。